# Łopacin (Polska)
Łopacin – wieś sołecka w Polsce położona w województwie mazowieckim, w powiecie ciechanowskim, w gminie Sońsk.
W latach 1975–1998 miejscowość administracyjnie należała do województwa ciechanowskiego. Przez wieś przepływa rzeka Sona. 
W Łopacinie znajduje się zabytkowy kościół pw. św. Leonarda, wybudowany w 1953 r. w stylu neobarokowym. Wewnątrz świątyni zobaczyć można obraz Matki Bożej Łopacińskiej "Janua Coeli". Przed kościołem znajduje się figura Matki Bożej oraz stara, zabytkowa dzwonnica. We wnętrzu kościoła znajduje się zabytkowa puszka pochodząca z ok. 1640 roku. 
Od 1959 r. w Łopacinie działa Ochotnicza Straż Pożarna.